# Dublin (Kalifornia)
Dublin – miasto w Stanach Zjednoczonych, w stanie Kalifornia, w hrabstwie Alameda. W roku 2020 w mieście Dublin mieszkało 72 589 mieszkańców. Nazwa miasta pochodzi od nazwy stolicy Irlandii.